# Џиновски афрички пуж
Џиновски афрички копнени пуж или банана пуж (лат. Achatina achatina) је врста веома великог, пужа плућаша, из породице Achatinidae. Назив Achatina потиче од грчке речи за Ахат (драги камен).

## Опис
Љуштуре ових пужева често достижу дужину до 18 центиметара и пречник од 9 центиметара у најширем делу. У природи су бележени примерци са љуштурама димензија 30×15 центиметара, што их чини највећим копненим пужевима на планети.
- Јединка у природи
- Иоунг
- Љуштура
- Цртеж

## Распрострањење
Врста настањује обални појас Западнe Африкe, до 300 километара у копно. Територије држава Сијера Леоне, Либерија, Обала слоноваче, Того, Бенин, Гана и Нигерија.
Сматрају се потенцијално озбиљним штеточинама, инвазивном врстом која може нанети велике штете у агрикултури, природним стаништима, здрављу људи и трговини. Сродна врста пужа, Achatina fulica, већ је населила нека Карипска острва, као што је Барбадос. Пужеви рода Achatina су се већ настанили у Флориди, где их сматрају штеточинама.

## Екологија
Као и сви пужеви, џиновски афрички копнени пуж је хермафродит, што значи да има и мушке и женске полне органе. Сваки пуж може да снесе до 1200 јаја годишње. Achatina achatinа представља важан извор протеина у исхрани неких западно-афричких етничких група. Ова врста такође има и потенцијал за комерцијални узгој.
	Због своје величине и потенцијалне брзине размножавања може постати опасна штеточина и опасност за алохтони екосистем у који доспе. Величина популације ове врсте може се контролисати кроз болест коју изазива бактерија Aeromonas liquefaciens. Џиновски афрички копнени пуж нема природне непријатеље.